# Жеронимо Лубу
Жеронимо Лубу (на португалски: Jerónimo Lobo) е португалски йезуит, мисионер, изследовател на Африка.

## Ранни години (1593 – 1623)
Роден е през 1593 година в Лисабон, Португалия, в семейството на Франсиско Лубу да Гама, управител на о-ви Кабо Верде (Португалска колония). На 14-годишна възраст постъпва в ордена на йезуитите. През 1621 г. е ръкоположен за свещеник и изпратен като мисионер в Индия. През декември 1622 пристига в Гоа.

## Изследователска дейност (1624 – 1634)
През 1624 година му е наредено да намери нов път до Етиопия откъм източното африканско крайбрежие, където все още съществуват португалски бази. Този нов път е особено важен за португалците, тъй като етиопските пристанища на Червено море, от които дотогава са прониквали европейски мисионери в Етиопия, са завоювани от Османската империя. Предприетия опит за достигане на страната от към източните брегове се оказва неудачен, но затова има немалък географски резултат – изследвано е източното крайбрежие на Африка от остров Пате (2° 07' ю.ш.) до устието на река Джуба (0° 15' ю.ш.).
Малко по-късно Лубу се добира до единственото незавоювано все още от турците етиопско пристанище на Червено море Бейлул (13°14′ с. ш. 42°22′ и. д. / 13.233333° с. ш. 42.366667° и. д., сега в Еритрея), за един месец пресича пустинята Данакил и пристига в провинция Тигре в Етиопия, където остава до 1634 година. По време на пребиваването си в Етиопия португалския йезуит посещава множество райони в страната, в т.ч. езерото Тана и изворите на река Сини Нил и дава първите сведения за река Абай (най-горното течение на Сини Нил).
През 1632 година тогавашният етиопски император абдикира, а нововъзкачилият се на престола започва систематично да ограничава правата на йезуитите пребиваващи в страната. Подложени на системен грабеж и унижения от местното население през 1634 г. са изгонени от Етиопия.

## Следващи години (1634 – 1678)
Лубу, заедно с няколко други йезуити се добира до пристанището Масауа, контролирано тогава от Османската империя, а тамошния паша ги препраща на север в Суакин. Там са принудени да платят голям откуп, за да отплават за Индия. В последния момент преди качването на кораба пашата на Суакин задържа като заложници няколко от монасите, в т.ч. ръководителят на мисията, а останалите отпътуват за Индия. На 8 декември 1634 г. Лубу пристига в Гоа и започва преговори с португалския вицекрал на Индия за изпращане на наказателна експедиция в Суакин за освобождаване на задържаните монаси, но той отказва. Тогава Лубу заминава за Португалия, за да търси помощ, но покрай бреговете на Натал, корабът на който плава, претърпява корабокрушение и е пленен от пирати. След две години е освободен и пристига в Лисабон, но и там, и в Мадрид, и в Рим, навсякъде му е отказана помощ за спасяване на заложниците в Суакин.
През 1640 година Лубу се завръща в Индия и става управител на йезуитската мисия в Гоа. След няколко години се завръща в родния си град, където умира на 29 януари 1678 година.
През 1669 година в Коимбра е публикувана книгата му „Historia de Ethiopia“.